# BPRグローバルGTシリーズ
BPRグローバルGTシリーズ（BPR Global GT Series）は、1994年から1996年まで開催されたグランツーリスモベースのスポーツカーレースシリーズである。「BPRグローバルGT耐久シリーズ」または単に「BPR」と略されることもある。
BPRとは共同設立者のユルゲン・バルト（Jurgen Barth）、パトリック・ペーター（Patrick Peter）、ステファン・ラテル（Stephane Ratel）の3人のイニシャルを組み合わせたもの。
1992年に終了したスポーツカー世界選手権（SWC）に代わる国際耐久レースシリーズとして設立され、3シーズン開催したのち、1997年にFIA GT選手権に改組された。

## 歴史
1992年のSWCの終焉後、国際的なスポーツカーレースシリーズは存在せず、ほぼ同一の車を使用した小さな国内シリーズまたはメーカーカップレースのみが存在した。そこで、富裕層のジェントルマンレーサーやプライベートチームが高性能ロードカー（いわゆるスーパーカー）を購入して参加できるレースとして、1994年にBPRシリーズが発足した。
発起人となる3人のうち、ドイツ人のユルゲン・バルトは1977年のル・マン優勝経験のあるポルシェのワークスドライバーで、ポルシェのカスタマーレース部門を担当していた。フランス人のパトリック・ペーターはコレクター向けのイベントを運営するペーター・オート (fr:Peter Auto) の代表で、フランス人のステファン・ラテルはレーサー兼オーガナイザーとして、ランボルギーニやヴェンチュリーのワンメイクレースに関与していた。
初年度の1994年はノンチャンピオンシップシリーズとして全8戦のスケジュールが組まれた。ヨーロッパラウンド後の終盤2戦はアジア遠征を行い、日本ラウンドは伝統の鈴鹿1000kmがカレンダー入りした。最終戦は欧米のレースイベントとして初めて中国に進出し、珠海市の市街地コース (Zhuhai Street Circuit) で行われた。1995年よりドライバーとチームの選手権が制定され、年間12ラウンドに拡大。
最終年となる1996年は11ラウンドが開催された。
シリーズの注目度が高まり、メーカーの関与が大きくなるにつれ、国際自動車連盟（FIA）は、シリーズを自分たちで管理するのが最善であると判断した。1997年よりFIA主催シリーズであるFIA GT選手権に改組され、2009年まで継続した。プライベーター主体のシリーズがメーカーの参入によりハイレベル化し、FIA直轄に格上げされるという流れは、ツーリングカーレースの旧ドイツツーリングカー選手権 (DTM) が1996年に国際ツーリングカー選手権 (ITC) へ移行したケースと通ずるものがある。
BPRシリーズ終了後、パトリック・ピーターはフランス自動車スポーツ連盟（FFSA）と共同で、FFSA GTチャンピオンシップ (FFSA GT Championship) として知られる新しいシリーズを設立した。車両はBPRに出場していたものより非力で、BPR初期のような4クラス形式を保持したが、後年廃止された。
ステファン・ラテルはFIA GT選手権への移行後もシリーズの商業的権利を担当した。また、1995年にステファン・ラテル・オーガニゼーション (SRO) を設立し、様々なGTレースの運営に手を広げることになる。1998年にはFIA GT選手権にみられる大規模なメーカーの関与を回避するため、プライベートチーム向けに1998年にGTRユーロシリーズ (GTR_Euroseries) の立ち上げを支援した。GTRユーロシリーズは、FIA GT選手権で使用されなくなった4時間のレース形式を保持したが、最初のシーズン中に中止となった。
2006年、SROはGT90のリバイバルシリーズの設立を発表した。これは、BPRシリーズのクラシックカーがトラックに戻ることを目的としたシリーズだった。

## 規則
プロトタイプレーシングカーを使用したSWCとは異なり、BPRシリーズはレース用に改造された量産スポーツカーを使用する。参加クラスにより最低生産台数が設定されており、最上位のGT1クラスの場合25台をしなければホモロゲーションを取得できない。
クラスはGT1・GT2・GT3・GT4の4クラスが設けられていたが、1996年はGT1とGT2の2つに変更された。GT1は、材質変更や特注部品の使用を含む、生産車両からのより広い改造を可能にした。
レースの長さは約4時間。チームには、マシンごとに2人のドライバーが必要であり、各ドライバーはポイントを獲得するために最低周回数を運転する必要があった。一部のチームは、必要に応じて3人にできるが、これは主にアマチュアチームが利用していた。

## 車種
1994年は様々なポルシェ・911およびヴェンチュリ・600LMで構成されていたが、その後、モディファイされたフェラーリ・F40 、ロータス・エスプリ、コルベットが加わった。ポルシェ・911ターボS LM-GTは参戦した４戦全てで優勝した。
2シーズン目の主導権を握ったのは、開幕戦デビューウィンを飾ったマクラーレン・F1 GTRであった。そもそもマクラーレン・F1はレース出場を想定していなかったが、マクラーレンはジェントルマンドライバーの要望に応じ、レースバージョンのF1 GTRを発表。これはエンジンを供給していたBMWがGTレースに興味を持って後押ししたという面もあった。BPRのタイトル2冠を獲得し、さらに、同年のル・マン24時間でも総合優勝するなど、GT1マシン興隆のシンボルとなった。また、フェラーリ・F40 GTE、ジャガー・XJ220などの新しいスーパーカーや、ポルシェ・911 GT2やデ・トマソ・パンテーラ、リスター、モーガン、マーコスなどが参戦した。
1996年、シリーズへのメーカーの関心は高まり、ポルシェはポルシェ・911 GT1を発表した。ポルシェは公道仕様の911GT1を25台生産し、正式なGT1の車両公認を取得して、BPR GTに参戦した。9月のブランズハッチ4時間耐久レース以降のBPR GT選手権4戦中3戦に参戦し3戦3勝を飾った。(途中参戦の為ランキング対象外）

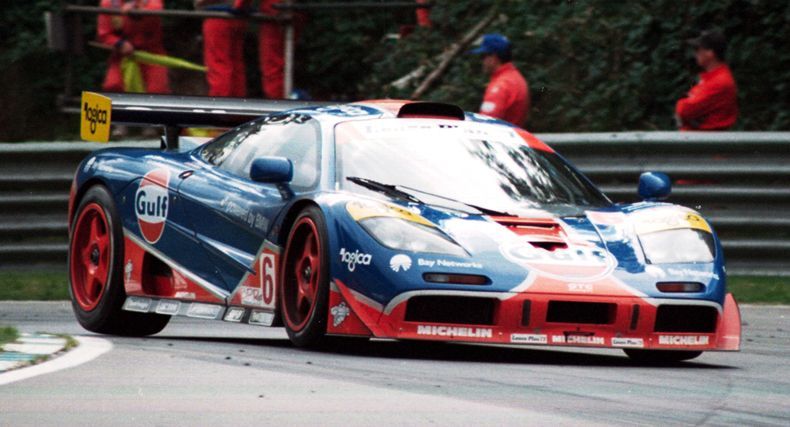
マクラーレン・F1 GTR
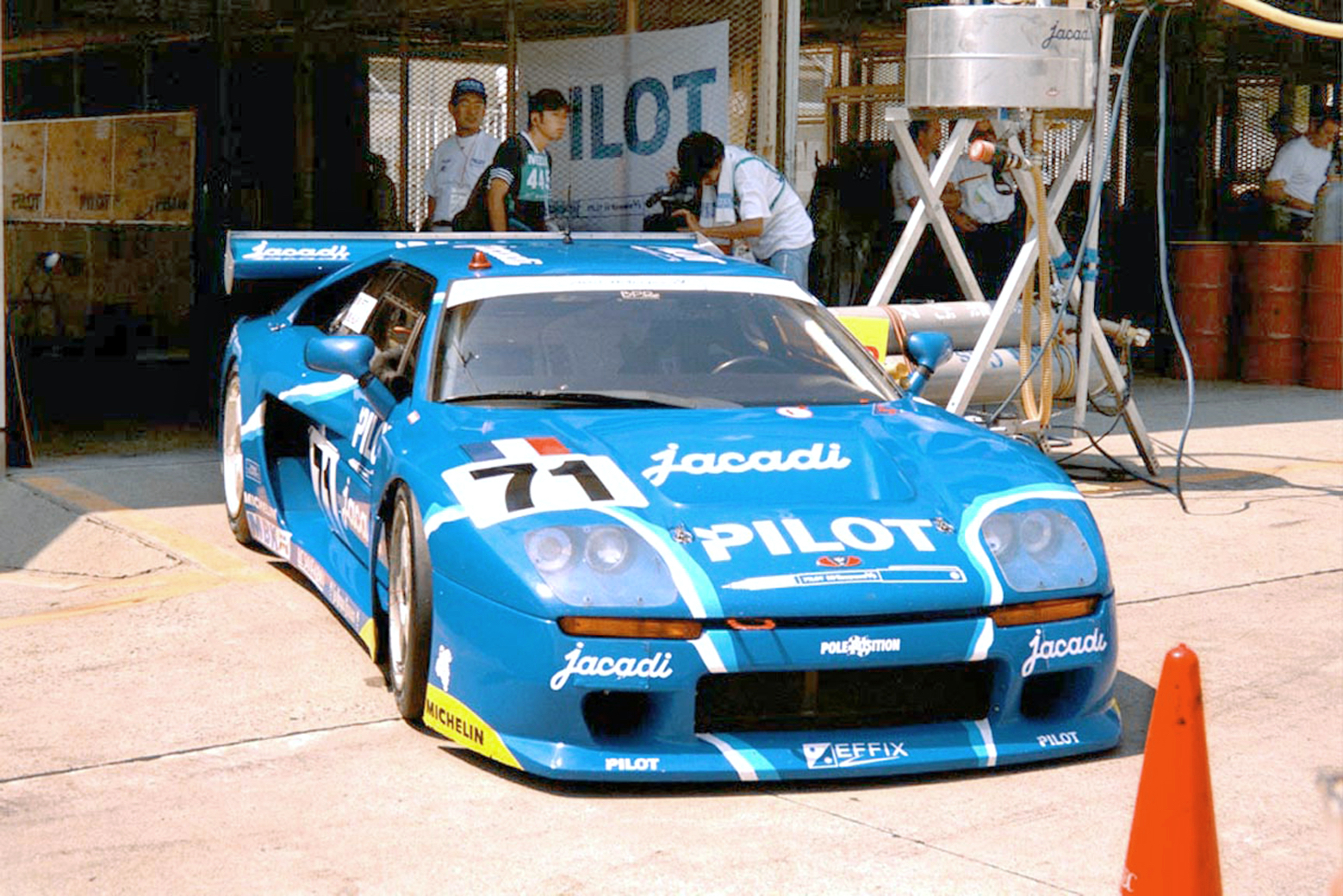
ベンチュリ・600LM
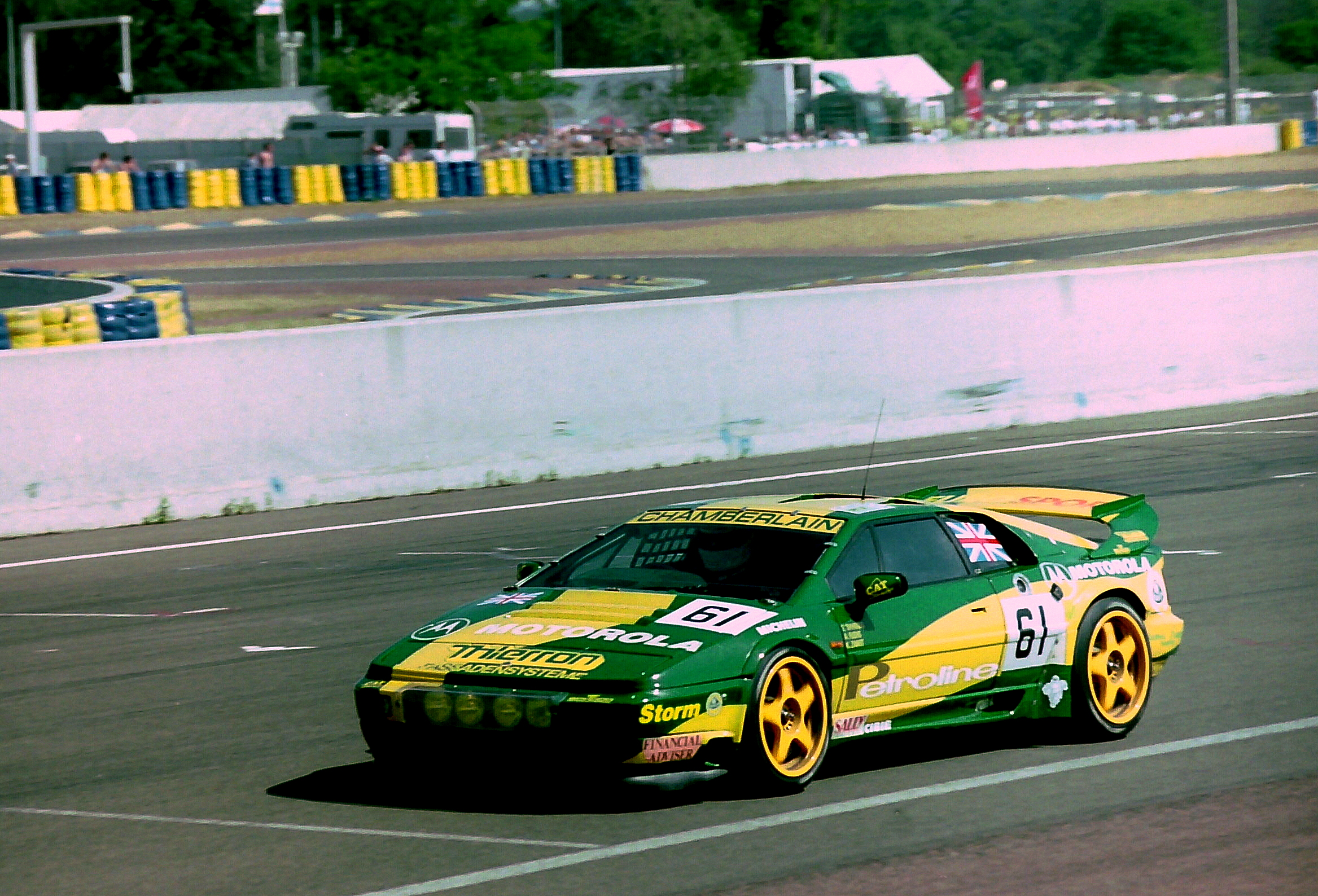
ロータス・エスプリ スポーツ300
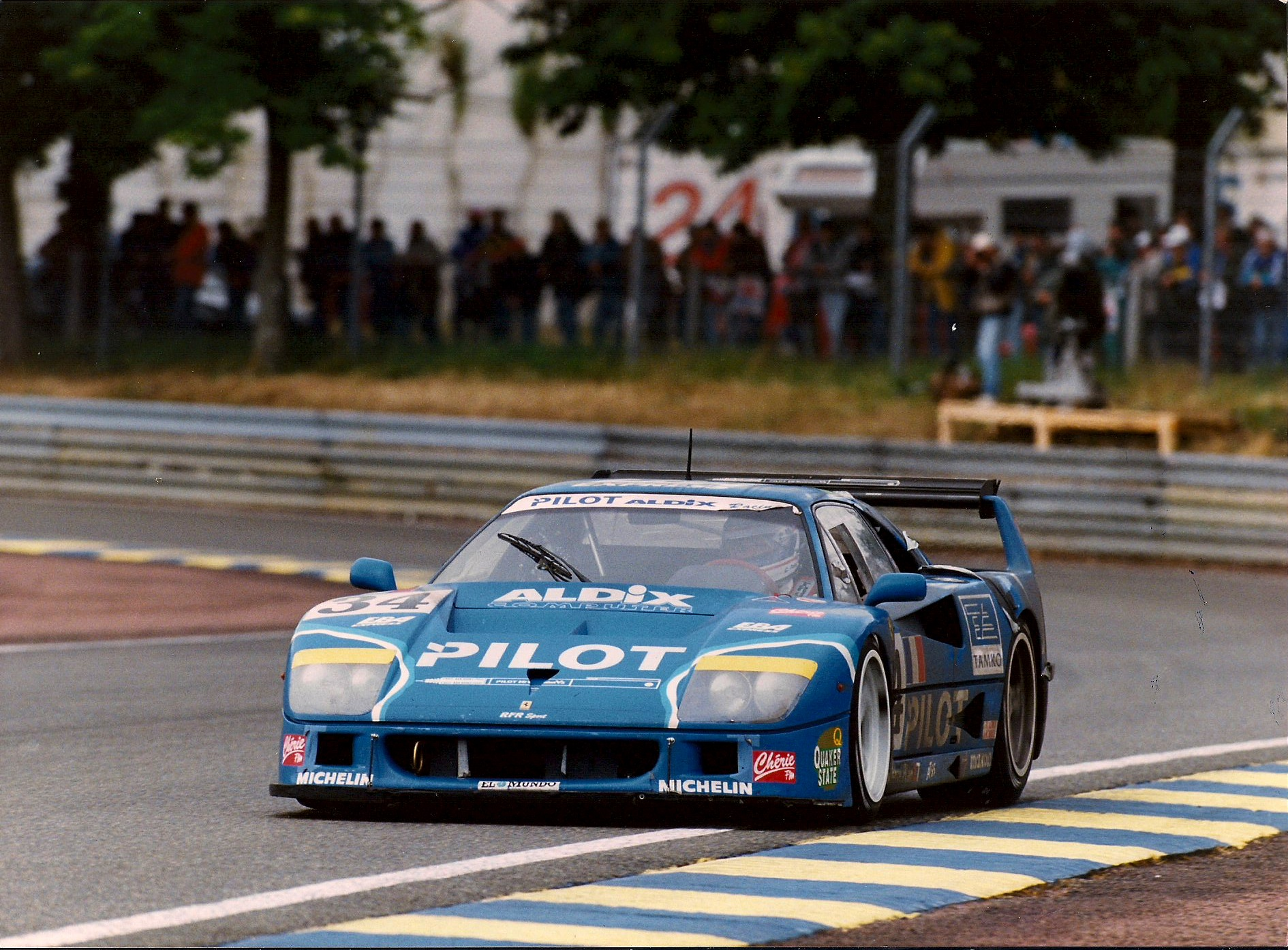
フェラーリ・F40 GTE
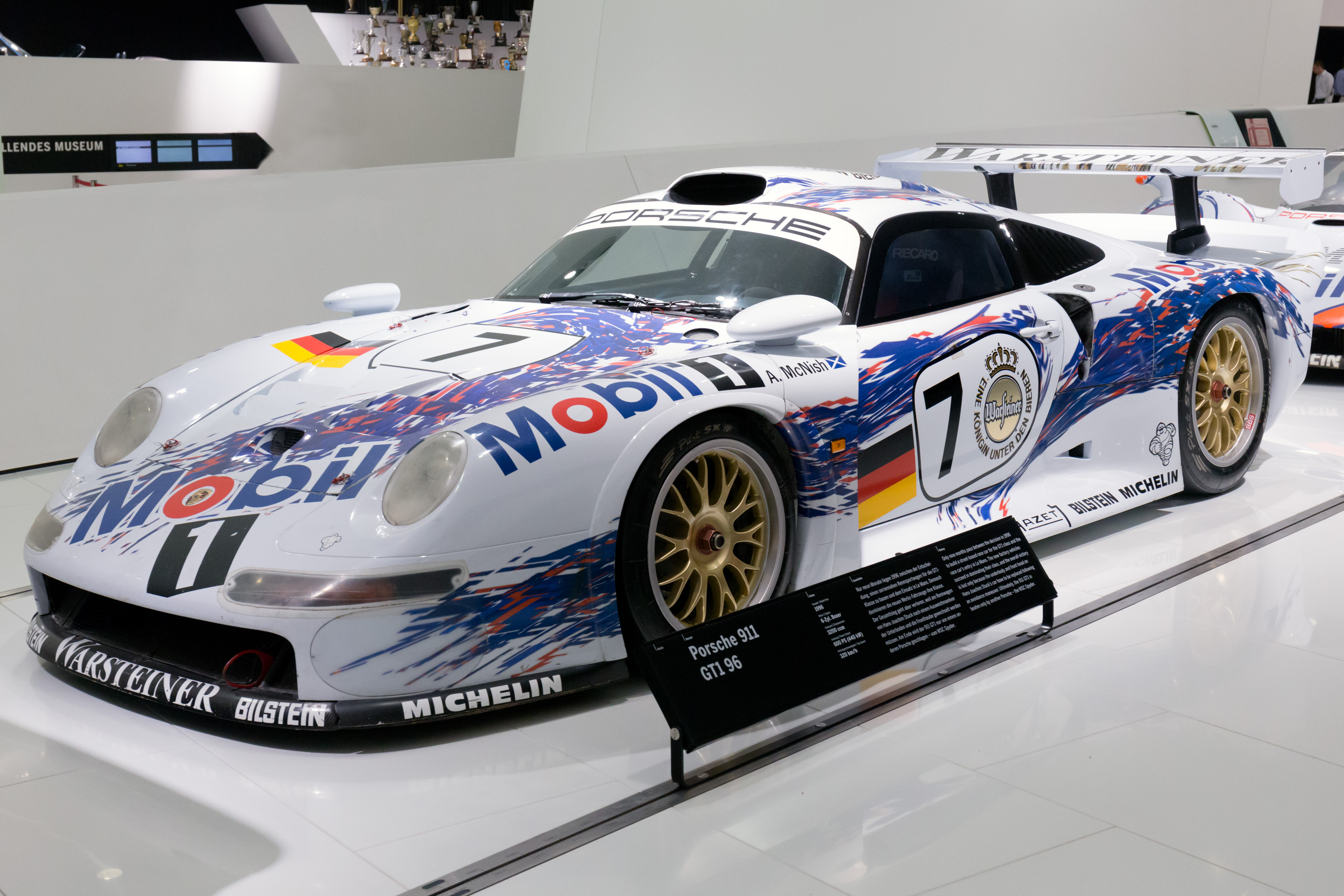
ポルシェ・911 GT1

## 歴代勝者
BPRの初期には複数のクラスがレースを行ったが、設けたのは1個の総合チャンピオンシップのみ。
|        | ドライバーチャンピオン                | チームチャンピオン                                  |
| ------ | ------------------------------------- | --------------------------------------------------- |
| 1994年 | チャンピオンシップの授与は無し        | チャンピオンシップの授与は無し                      |
| 1995年 | トーマス・ブシャー ジョン・ニールセン | デビッド・プライス・レーシング マクラーレン・F1 GTR |
| 1996年 | レイ・ベルム ジェームス・ウィーバー   | GTCコンペティション マクラーレン・F1 GTR            |

## 参照
- FIA GT選手権
- グループGT1 (1990年代)
- グループGT1
- スカッドレース –BPRグローバルGTシリーズのライバルをフィーチャーしたアーケードゲーム。